# Neusticomys orcesi
Neusticomys orcesi is een zoogdier uit de familie van de Cricetidae. De wetenschappelijke naam van de soort werd voor het eerst geldig gepubliceerd door Jenkins & Barnett in 1997.